# Proces boloński
Proces boloński – program zapoczątkowany podpisaniem 19 czerwca 1999 deklaracji bolońskiej przez 29 ministrów odpowiedzialnych za szkolnictwo wyższe.
Wśród wskazywanych priorytetów i kierunków rozwoju procesu bolońskiego znalazły się m.in.: promowanie uczenia się przez całe życie, uznawanie tytułów i okresów studiów, opracowanie krajowych ram kwalifikacji zgodnie z przyjętą ramową strukturą kwalifikacji Europejskiego Obszaru Szkolnictwa Wyższego, przyznawanie i uznawanie tytułów łączonych, ustanowienie Europejskiego Rejestru Agencji ds. Zapewnienia Jakości (European Quality Assurance Register for Higher Education, EQAR), upodmiotowienie studenta w procesie kształcenia, wzmacnianie powiązań pomiędzy edukacją, badaniami i innowacyjnością.

Państwa, które przyjęły deklarację bolońską

## Deklaracja bolońska
Deklaracja bolońska stała się podstawą procesu bolońskiego. Dokument podpisali ministrowie odpowiedzialni za szkolnictwo wyższe w Austrii, Belgii, Czechach, Bułgarii, Estonii, Danii, Francji, Finlandii, Grecji, Hiszpanii, Irlandii, Islandii, na Łotwie, w Luksemburgu, na Litwie, w Holandii, na Malcie, w Niemczech, Norwegii, Polsce, Portugalii, Rosji, Rumunii, Słowenii, na Słowacji, w Szwajcarii, Szwecji, Wielkiej Brytanii, na Węgrzech i we Włoszech.
Celem zawartego porozumienia było utworzenie europejskiego obszaru szkolnictwa wyższego (European Higher Education Area).

### Ustalenia
Konsolidacja europejskiego obszaru szkolnictwa wyższego następuje przez:
- przyjęcie systemu czytelnych i porównywalnych tytułów zawodowych, w tym poprzez wdrożenie suplementu do dyplomu
- wprowadzenie punktowego systemu rozliczania osiągnięć studentów (ECTS);
- podział studiów na trzy stopnie kształcenia[3][4]:
  - studia pierwszego stopnia (licencjackie lub inżynierskie) wymagają uzyskania 180-240 (w Polsce co najmniej 180[5]) punktów ECTS i trwają przeciętnie 3 lata (6 semestrów); w Polsce kończą się uzyskaniem tytułu zawodowego licencjata lub inżyniera;
  - studia drugiego stopnia (magisterskie) wymagają uzyskania 60-120 punktów ECTS (w Polsce co najmniej 90[5]) i prowadzą do uzyskania stopnia magistra; w Polsce kończą się uzyskaniem tytułu zawodowego magistra lub magistra inżyniera albo tytułu równorzędnego[a];
  - studia trzeciego stopnia (doktoranckie) kończą się uzyskaniem stopnia naukowego doktora (w Polsce trwają od 6 do 8 semestrów[6]);
- współpracę europejską w zakresie zapewniania jakości kształcenia oraz opracowania kryteriów i metod oceny jakości (systemy akredytacji, certyfikacji itp.)[7];
- promocję programów mobilności studentów i wykładowców;
- promocję kształcenia przez całe życie.

## Spotkania ministrów
Proces boloński jest rozwijany na odbywających się co dwa lata spotkaniach ministrów właściwych do spraw szkolnictwa wyższego. Do tej pory odbyły się spotkania w Pradze (2001), Berlinie (2003), Bergen (2005), Londynie (2007), Leuven (2009), Budapeszcie i Wiedniu (2010), Bukareszcie (2012), Erywaniu (2015), Paryżu (2018) i Rzymie (2020).